# Pacifica

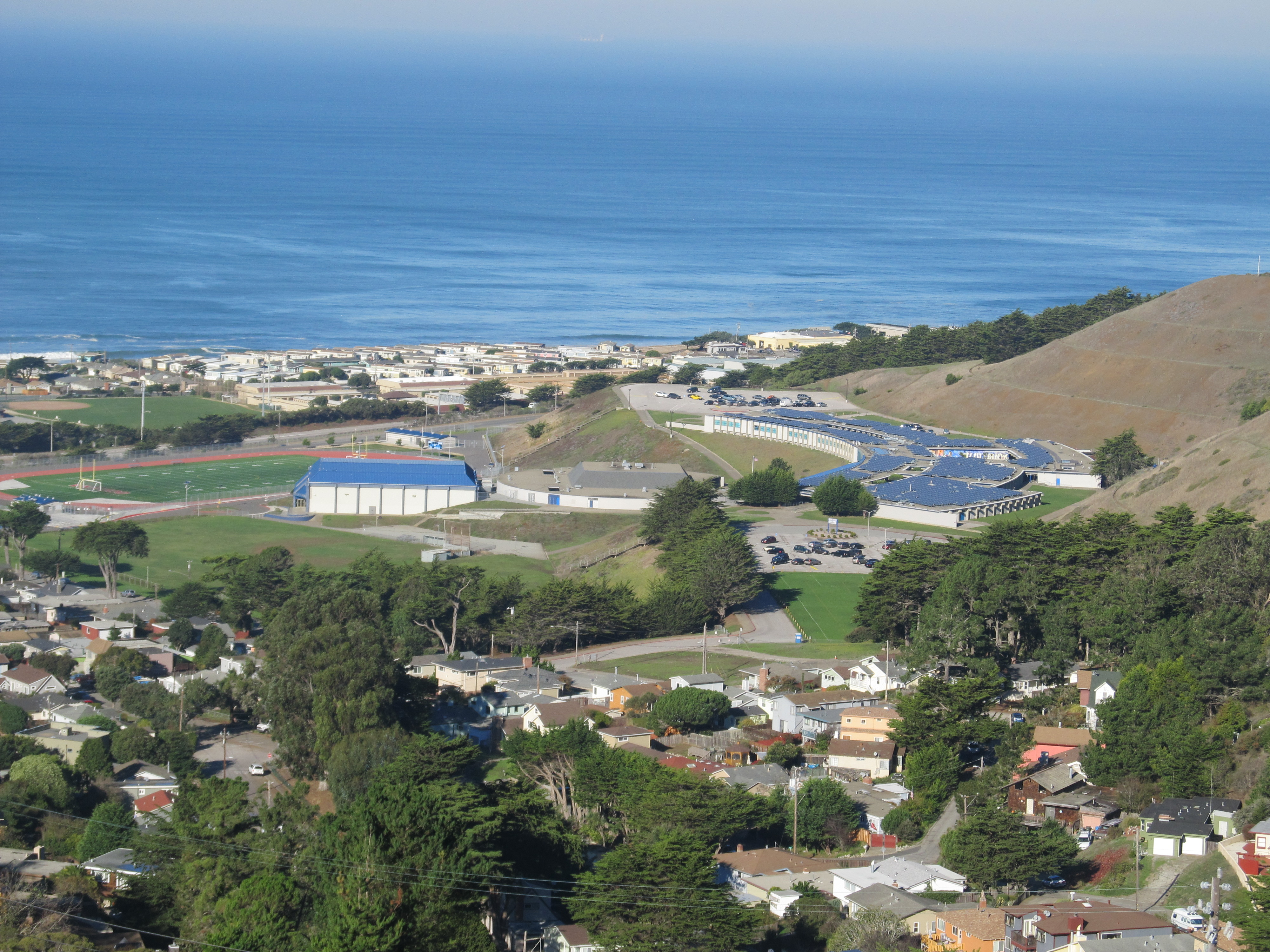
Pohled na část Sharp Park

Pacifica (španělsky Mírumilovná) je město na pobřeží Tichého oceánu v kalifornském okrese San Mateo. Zdejší pláže, jmenovitě Pacifica State Beach (zvaná též Linda Mar Beach) a Rockaway Beach jsou oblíbeným místem začínajících surfařů a hodí se i pro rodinné výlety. Město je oblíbené i pro možnosti které poskytuje pro pěší turistiku a cykloturistiku. Zdejší kopce nabízejí mnoho stezek, jež se vinou podél pláží a útesů. V roce 2005 zde byl otevřen špičkový skatepark.
Podle sčítání lidu v roce 2020 zde žilo 38 640 obyvatel, což při rozloze 32,61 km2 dává hustotu zalidnění 1185,6 obyvatel na km2.

## Geografie

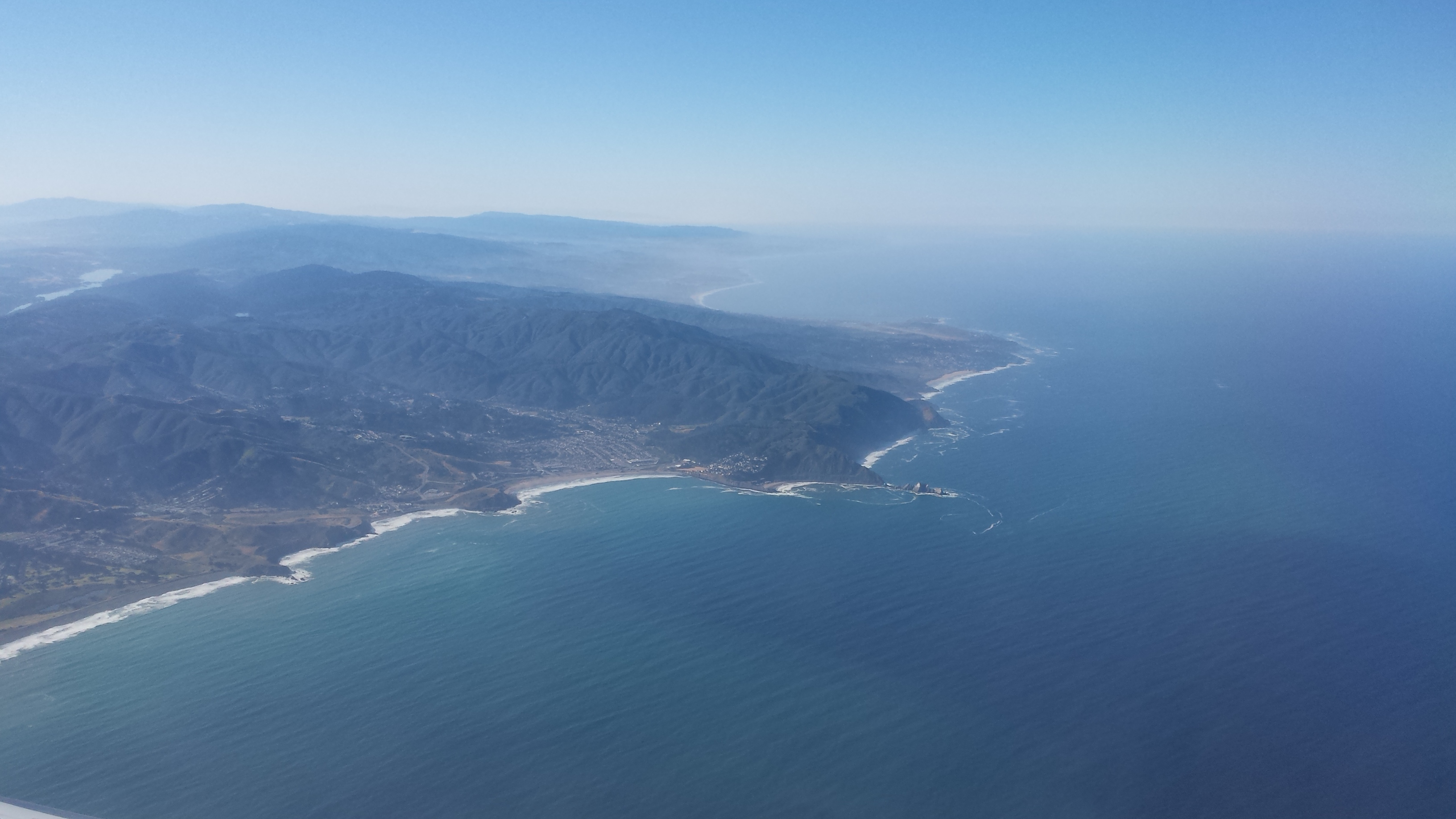
Letecký pohled na město

Město Pacifica se rozkládá podél téměř 10 km dlouhého úseku písečných pobřežních pláží a kopců v severní části střední Kalifornie. Tvoří ho několik malých údolí, která se rozprostírají mezi kopcovitou oblastí Sweeney Ridge na východě, horou Montara (579 m n. m.) na jihu a skalnatými útesy Tichého oceánu na západě. 
Město Pacifica se skládá ze zhruba jedenácti okrsků. Jsou to (od severu k jihu):
1. Fairmont
2. Westview (Pacific Highlands)
3. Pacific Manor (Manor)[3]
4. Edgemar
5. Sharp Park[4]
6. Fairway Park[5]
7. Vallemar
8. Rockaway Beach
9. Pedro Point a Shelter Cove – na jihozápadě[6][7]
10. Linda Mar, Linda Mar Valley, (dříve Pedro Valley či San Pedro Valley) – na jihu
11. Park Pacifica – v jižní části města
12. Střední škola Terra Nova

## Historie

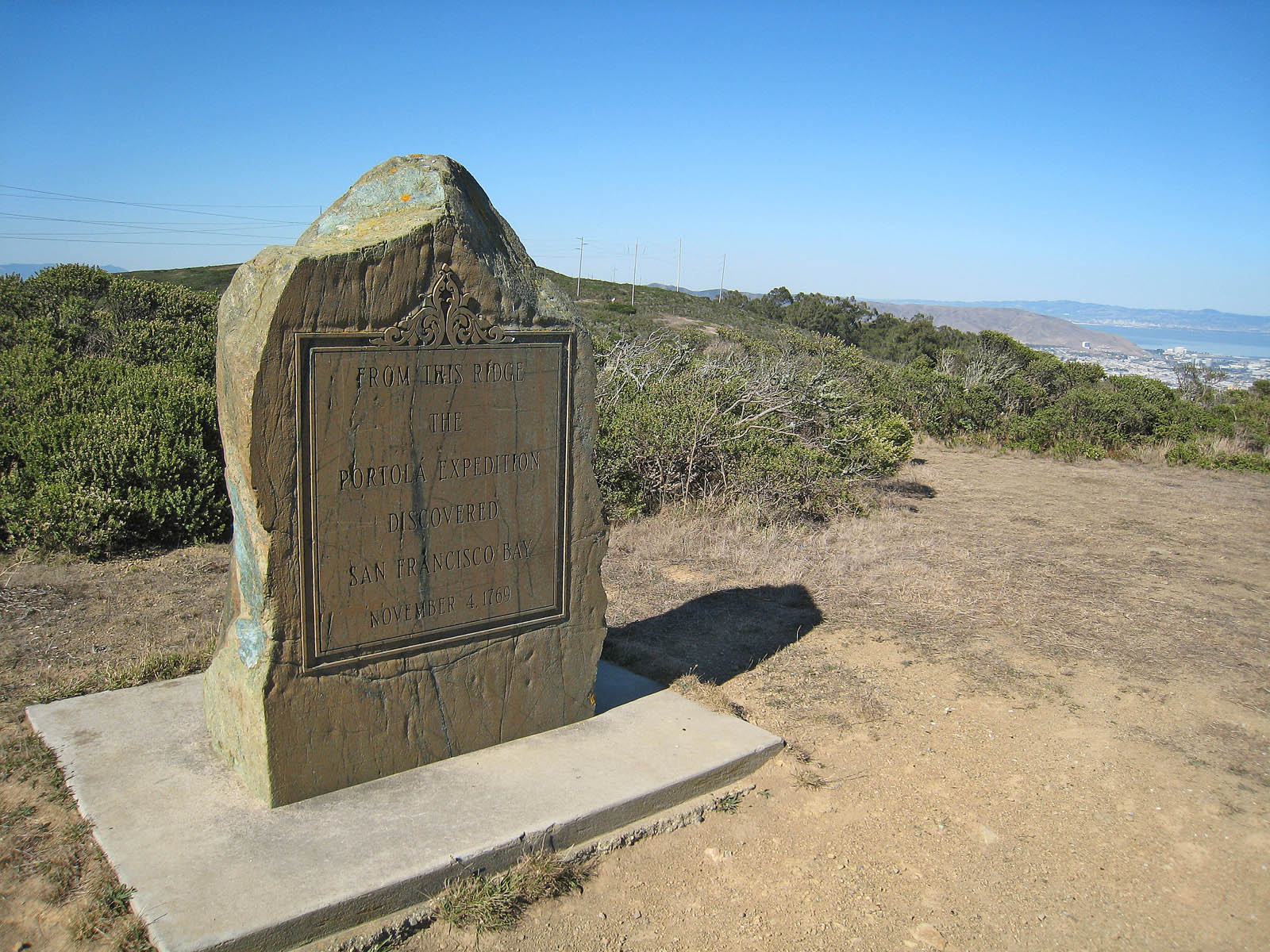
Pomník připomínající objevení Sanfranciského zálivu expedicí Portolá

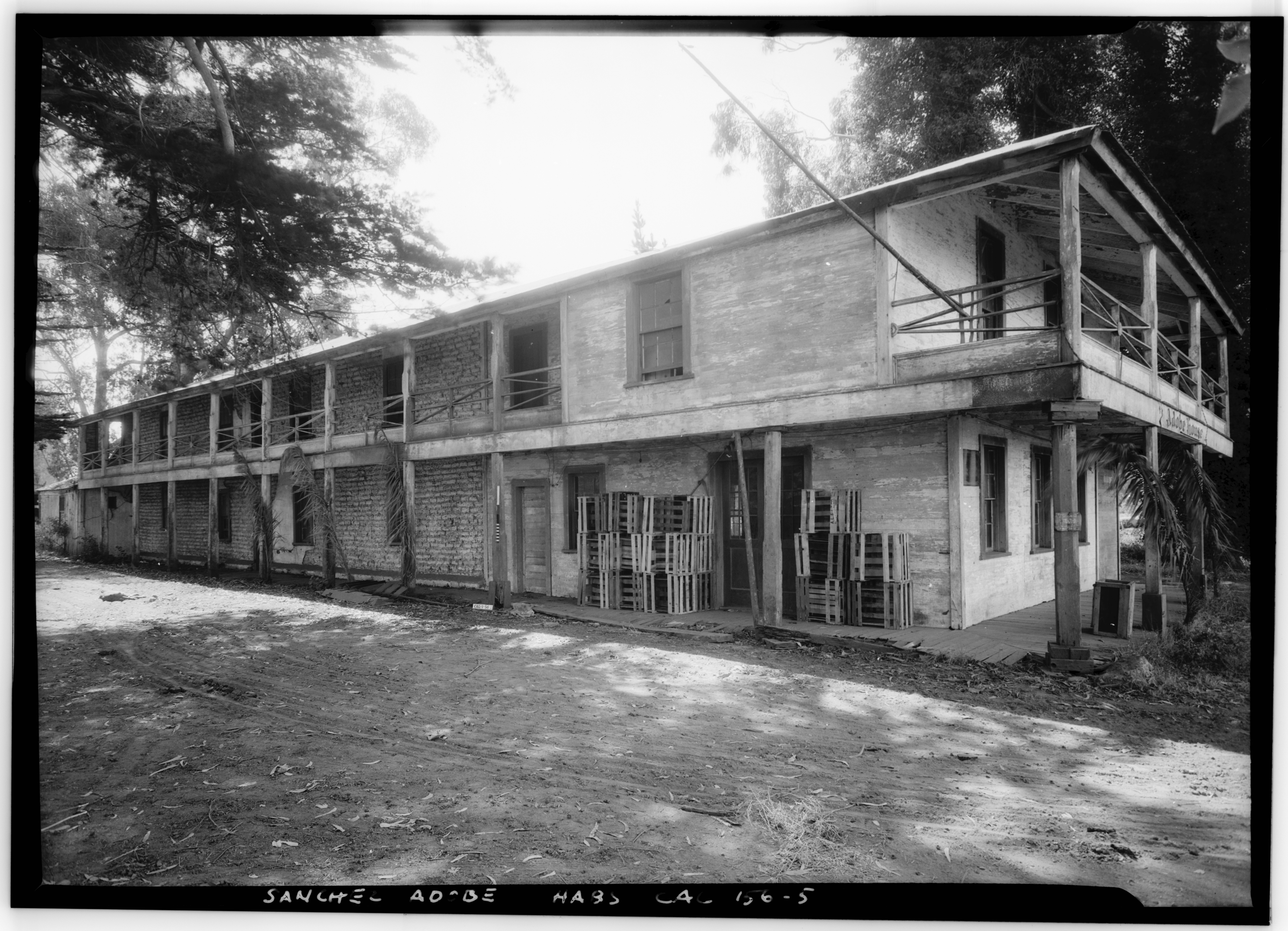
Sanchez Adobe v Pacifice je nejstarší stavbou v okrese San Mateo.

Před příchodem evropských kolonizátorů se na území dnešní Pacifiky nacházely dvě významné indiánské vesnice. Zdejší oblast je místem, kde se Evropané nejdřív setkali se Sanfranciským zálivem. Španělská objevitelská expedice z let 1769–1770 vedená Gasparem Portolou spatřila záliv při výstupu na kopce oblasti Sweeney Ridge v Pacifice 4. listopadu 1769. Dřívější španělští námořní průzkumníci kalifornského pobřeží Juan Rodriguez Cabrillo roku 1542, Sebastián Vizcaíno v roce 1602 a řada dalších Sanfranciský záliv minuli, protože jeho ústí do Tichého oceánu, zvané Zlatá brána, často zahalovala hustá mlha. Objev Sanfranciského zálivu urychlil španělskou kolonizaci Horní Kalifornie, protože to byl jediný velký, bezpečný a centrálně umístěný přístav na jejím pobřeží. Španělé sice věděli o Montereyském zálivu již od 16. století, ale na rozdíl od Sanfranciského zálivu byl příliš vystaven drsným proudům a větrům, než aby mohl sloužit jako hlavní přístav pro jejich obchod mezi Asií a Mexikem. V době španělské nadvlády byla Pacifica v letech 1786–1792 místem předsunuté misijní základny San Pedro y San Pablo Asistencia sanfranciské misie San Francisco de Asís. Ve městě se rovněž nachází budova Sanchez Adobe z tohoto období postavená v roce 1846, která je nejstarší stavbou v okrese San Mateo.

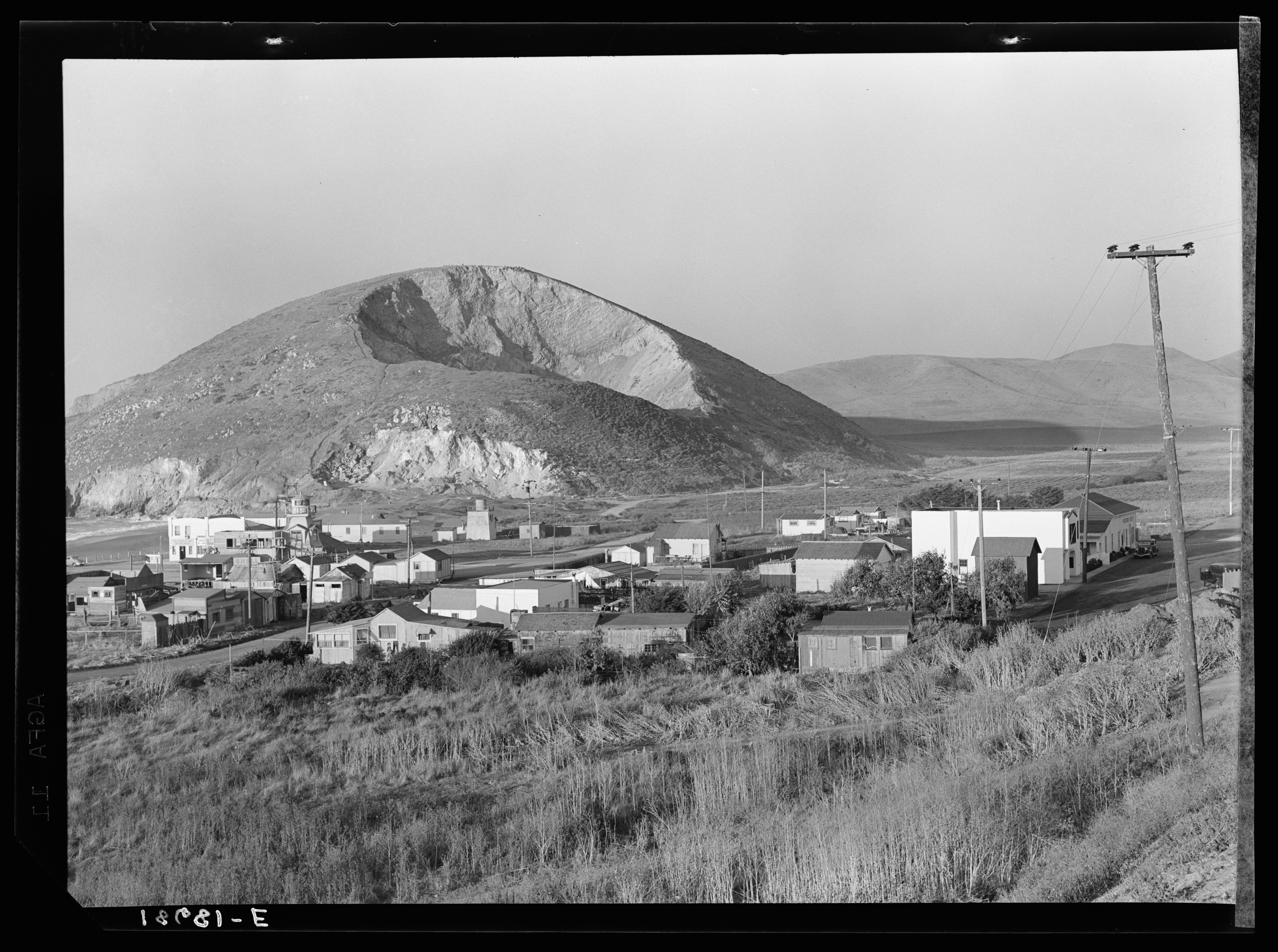
Pláž Rockaway a lom v roce 1938

Za druhé světové války se v místech dnešní rekreační oblasti Sharp Park nacházel internační tábor Imigračního a naturalizačního úřadu Spojených států amerických pro japonské, italské a německé Američany a pro další „zahraniční nepřátele“. V táboře vybudovaném původně pro 600 osob bylo posléze zadržováno asi 2500 vězňů.
Dne 19. února 1956 došlo v gay baru Hazel's Inn v Pacifice k policejní razii, při níž do baru vtrhlo 35 policistů z oddělení šerifa okresu San Mateo a zatklo 77 gayů a 10 leseb za „provozování tance bez povolení“ a podávání alkoholu nezletilým. Zapojení Americké unie pro občanské svobody do jejich obrany představovalo jeden z vůbec prvních soudních případů boje za LGBT práva ve Spojených státech amerických této organizace. Šerif Earl Whitmore řekl pro deník San Mateo County Times, že „účelem razie bylo dát najevo, že nehodláme tolerovat shromažďování homosexuálů v tomto okrese“. Té noci bylo zatčeno 90 lidí, většina z nich byli obyvatelé San Franciska.
Dnešní Pacifica vznikla v roce 1957 spojením devíti dříve samostatných sídel – Fairmont, Westview, Pacific Manor, Sharp Park, Fairway Park, Vallemar, Rockaway Beach, Linda Mar a Pedro Point, z nichž některé byly zastávkami na železniční trati Ocean Shore Railroad, která fungovala mezi roky 1905–1920.